# Karoline Nemetz
Karoline Nemetz (* 28. Juni 1958) ist eine ehemalige schwedische Mittel- und Langstreckenläuferin.
Bei den Leichtathletik-Weltmeisterschaften 1980 in Sittard (die aus zwei Frauenwettbewerben bestanden, die nicht zum Programm der Olympischen Spiele in Moskau gehörten) gewann sie Silber über 3000 m.
Zweimal wurde sie nationale Meisterin über 1500 m (1978, 1979), dreimal über 3000 m (1978, 1979, 1981) und zweimal im Crosslauf (1979, 1980).
Beim New-York-City-Marathon 1981 wurde sie Sechste in 2:37:06 h. Die Zeit wäre ein schwedischer Rekord gewesen, jedoch stellte sich heraus, dass die Strecke 150 m zu kurz war. Im Jahr darauf wurde sie Vierte beim Stockholm-Marathon.

## Persönliche Bestzeiten
- 1500 m: 4:14,48 min, 7. August 1980, Sollentuna
- 3000 m: 8:50,22 min, 16. August 1980, Sittard (ehemaliger schwedischer Rekord)
- 5000 m: 15:59,84 min, 11. Juli 1981, Oslo (ehemaliger schwedischer Rekord)
- Marathon: 2:52:26 h, 5. Juni 1982, Stockholm